# NOiSE
NOiSE е еднотомова манга, създадена от Цутому Нихей, като предистория на друга по-ранна разработка на автора, озаглавена Blame!. NOiSE съдържа информация за произхода и първоначалния размер на Мегаструктурата, както и за произхода на Силиконовия живот. Книгата съдържа още заглавието Blame, което е one-shot и прототип на Blame!, издадено за първи път през 1995 г.

## Сюжет
Внимание:  Текстът по-долу разкрива сюжета на произведението (или части от него)!
Мусуби Сосоно е полицейски служител, изпратен да разследва случаи с отвлечени деца. Заедно с партньорът ѝ Клауса попадат на място, където откриват въпросните деца мъртви. По време на мисията Клауса е убит, а тялото му отнесено от неизвестни същества. След разследване от страна на полицията, която не открива никакви следи на местопрестъплението, на Мусуби временно е отнето правото да използва оръжието си. Тя обаче решава да разследва близките събития и се сдобива от оръжеен магазин с автоматично оръжие и хладно оръжие с формата на меч, имащо неизвестни характеристики. Полицайката се връща на местопрестъплението, където открива, че наистина всички следи са заличени. Там обаче среща маскирано същество, което държи в ръката си част от лицето на Клауса. Мусуби го подгонва и се озовава на ритуално място, където бившият ѝ колега Клауса е трансформиран в Safeguard (вид киборг). С помощта на меча си, Мусуби успява да елиминира противника си, неуязвим за съвременните огнестрелни оръжия. По време на схватката за първи път, тя научава за т. нар. Орден.
По-късно на Мусуби окончателно са отнети полицейските ѝ правомощия. Положението ѝ се влошава, когато открива апартамента си потрошен и претърсван. Подозирайки, че зад случилото се стои Орденът, чиято цел е мечът на Мусуби, тя се отправя към магазина, откъдето се е сдобила с новото си оръжие. Там обаче тя заварва полиция и продавачът, който е убит. Тръгвайки си от мястото на убийството, Мусуби се качва на метрото, където е нападната от двуглаво същество, подобно на първия Safeguard. След кратко преследване, Мусуби унищожава нападателят си и решава, че ще разкрие и унищожи Ордена, дори ако това струва живота ѝ.

## Списък на главите
- Първа глава: Demon Summoning (на български: Призоваване на демон)
- Втора глава: Assasins (на български: Наемни убийци)
- Трета глава: Network-Implants (на български: Мрежа-Импланти)
- Четвърта глава: Sacrifice (на български: Жертва)
- Пета глава: A Corpse Going Wild (на български: Труп полудява)
- Последна глава: Holy Place (на български: Свещено място)